# Pjotr Alexejewitsch Bogdanow
Pjotr Alexejewitsch Bogdanow (russisch Пётр Алексеевич Богданов; * 20. Maijul. / 1. Juni 1882greg. in Moskau; † 15. März 1938 ebenda) war ein sowjetischer Politiker.
Bogdanow war Teilnehmer der Russischen Revolution von 1905 und der Oktoberrevolution 1917. Er war von 1921 bis 1925 Vorsitzender des Obersten Rates für Volkswirtschaft der Russischen Sowjetrepublik. Anschließend war er weiterhin in der Wirtschaft tätig. So war er unter anderem Leiter der Handelsorganisation Amtorg. Ende 1937 wurde er im Zuge der Stalinschen Säuberungen verhaftet und am 15. März 1938 zum Tode verurteilt und erschossen. Im März 1956 wurde er rehabilitiert.
Auf dem Nowodewitschi-Friedhof in Moskau befindet sich ein Gedenkstein für Pjotr Bogdanow.